# Воронин, Александр Трофимович
Алекса́ндр Трофи́мович Воро́нин (род. 11 ноября 1930) — советский футболист, нападающий.
Начинал играть в КФК за ДО Киев (1951). В 1952—1953 годах выступал за клуб в классе «Б». В 1954 провёл два матча в чемпионате СССР за ЦДСА — в августе выходил на замену в матчах против «Локомотива» Харьков и «Динамо» Киев. В дальнейшем играл в классе «Б» за ОДО (1955—1956), «Авангард» Харьков (1957—1958), в КФК за «Торпедо» Харьков (1958—1959).
Полуфиналист Кубка СССР 1952 года.